# Zegriades aurovirgatus
Zegriades aurovirgatus är en skalbaggsart som beskrevs av J. Linsley Gressitt 1939. Zegriades aurovirgatus ingår i släktet Zegriades och familjen långhorningar. Inga underarter finns listade i Catalogue of Life.